# 瓦茨拉夫四世
瓦茨拉夫四世（Václav IV.，1361年2月26日—1419年8月16日）波希米亚国王（1378年—1419年在位），羅馬人的國王（1378年—1400年在位，称文策尔一世，Wenzel I.）。神圣罗马帝国皇帝查理四世（波希米亚的“卡雷尔一世”，Karel I.）之子。
瓦茨拉夫四世在父亲去世后继承了在波希米亚和德意志的头衔。尽管他事实上已经当选为神圣罗马帝国的君主，但他从未加冕为皇帝。直到他被诸侯废黜为止，瓦茨拉夫的头衔一直是“罗马人民的国王”。
瓦茨拉夫四世在位时，波希米亚的王权大大衰落，贵族们企图割据。1384年至1395年，瓦茨拉夫四世同布拉格大主教扬进行斗争，甚至在1393年淹死無辜的副主教臬玻穆的若望（死後被尊為殉教的「聖人」）。因為大環境的不利，以及國王嗜酒殘暴的作風，14世纪90年代形成了一个反对瓦茨拉夫四世的贵族联盟，聯盟領袖是強橫的罗森堡家族，而未來波希米亞的民族英雄揚·傑式卡，以及瓦茨拉夫的兄弟匈牙利国王西吉斯蒙德等，都参加了这一联盟。在与贵族的战争中，瓦茨拉夫四世两次被俘（1394年、1402年）。他被迫向贵族们作出一系列让步。1396年波希米亚创设由大领主组成的常设委员会以限制国王权力。
因為瓦茨拉夫四世忙著在波西米亞與反對派貴族鬥爭，他既未尋求加冕為神聖羅馬帝國皇帝，更長期未踏足德意志土地去履行其羅馬人國王的職責。對國王長年的怠工與失職造成了廣大的憤怒，1400年德意志的选侯们废黜了他的羅馬人王位，改立普法爾茨選侯魯普雷希特三世為國王。但是瓦茨拉夫四世拒絕退位，也拒不承認魯普雷希特的王位，因此魯普雷希特在他的十年任期（1400-1410年）中，從未能加冕為神聖羅馬帝國皇帝。兩個羅馬人國王並存的爭議，一直延續到1411年，瓦茨拉夫之弟西吉斯蒙德接替魯普雷希特被選為國王，瓦茨拉夫才終於放棄了自己的羅馬人王位，承認弟弟的王位繼承。
在瓦茨拉夫四世执政晚期，波希米亞王國出现了胡斯运动。瓦茨拉夫四世曾是扬·胡斯宗教改革计划的支持者。
他死後因為沒有子女，波希米亞王位傳給其弟西吉斯蒙德，造成揚·傑式卡領導的胡斯戰爭（1420-1434年）爆發，波希米亞的王權徹底衰弱，一直到1620年代的三十年戰爭才大幅上升。